# Fisciano
Fisciano é uma comuna italiana da região da Campania, província de Salerno, com cerca de 12267 habitantes. Estende-se por uma área de 31 km², tendo uma densidade populacional de 396 hab/km². Faz fronteira com Baronissi, Calvanico, Castiglione del Genovesi, Giffoni Sei Casali, Mercato San Severino, Montoro Inferiore (AV), Montoro Superiore (AV).

## Demografia
| Variação demográfica do município entre 1861 e 2011                               |
|                                                                                   |
| Fonte: Istituto Nazionale di Statistica (ISTAT) - Elaboração gráfica da Wikipedia |